# Rozenkwarts
Rozenkwarts is een variëteit van kwarts. De kleur varieert van donkerroze tot heel licht, doorschijnend roze. Rozenkwarts is vaak gebarsten en meestal iets troebel. Zeer kleine rutielnaalden veroorzaken bij cabochonslijpsel een zesstralige ster. De kleurgevende stoffen zijn titanium en mangaan. De kleur kan verbleken. Rozenkwarts wordt al lange tijd als edelsteen bewerkt.

## Oorzaken van kleur en optische effecten
De oorzaken van de roze kleur van troebel rozenkwarts en helder roze kwarts zijn verschillend.
De oorzaak van de kleur bij eerder troebel rozenkwarts was lange tijd omstreden en er werden verschillende oorzaken besproken, zoals bijvoorbeeld de inbouw van titanium, mangaan of mangaanbevattende mineralen, lichtverstrooiing door de fijnste rutilinsluitingen, insluitingen van roze mineralen of interactie tussen ijzer- en titaniumionen in het kwarts. Recente onderzoeken hebben aangetoond dat de fijnste insluitingen van een vezelachtig dumortieriet-achtig mineraal de kleur aan rozenkwarts geven. Dumortieriet, een boorsilicaat, is door de gekoppelde inbouw van sporen van ijzer en titanium roze van kleur.
Rozenkwarts van bepaalde vindplaatsen verliest zijn kleur door blootstelling aan zonlicht, terwijl rozenkwarts uit andere vindplaatsen zijn kleur behoudt, zelfs na 50 jaar blootstelling aan zonlicht. Bij verhitting boven 575 °C verliest rozenkwarts zijn kleur.
Heldere kristallen van roze kwarts verkrijgen hun kleur niet door insluitingen, maar door de gekoppelde inbouw van aluminium en fosfor in de kwartsstructuur en daaropvolgende bestraling. De bron van ioniserende straling is meestal het verval van het radioactieve kaliumisotoop 40K. De kleur vervaagt bij blootstelling aan UV-licht en bij verhitting boven 200 °C.
Naast de altijd aanwezige insluitingen van de fijnste vezels van een dumortieriet-achtig mineraal, komen vaak de fijnste rutielnaaldjes voor. Beide mineraalinsluitingen zijn vaak loodrecht op de prisma-as (de kristallografische c-as) georiënteerd in de kwartsstructuur en zijn verantwoordelijk voor het af en toe waargenomen asterisme van rozenkwarts. Af en toe worden ook rozenkwartsen ontdekt met een vlakke glans, de zogenaamde chatoyance. In vaktermen worden dergelijke stenen "rozenkwarts-kattenoog" of kattenoogkwarts genoemd.

## Ontstaan
Rozenkwarts ontstaat in pegmatiet, een stollingsgesteente dat bestaat uit zeer grote kristallen.

## Voorkomen
De beste rozenkwarts wordt gewonnen in Madagaskar. Kattenoogeffect-rozenkwarts komt voor op Sri Lanka. Het komt ook voor in Kenia, Mozambique en Namibië. In Brazilië zijn talrijke vindplaatsen, in Minas Gerais werd in 1959 voor het eerst rozenkwarts gevonden, sommige rozenkwartsen uit Brazilië vertonen kattenoogeffect of asterisme. In de Verenigde Staten wordt rozenkwarts gevonden in de staten Maine, Californië, South Dakota en Colorado. Asterisme komt voor bij rozenkwarts uit New York en Georgia. Ook Rusland, Kazachstan, India en Japan leveren rozenkwarts.
Slechts zelden wordt rozenkwarts van meer dan 20 karaat gefacetteerd. In het American Museum of Natural History bevindt zich een bol van rozenkwarts van 625 karaat die asterisme vertoont.

## Bewerking
Rozenkwarts wordt facetgeslepen, of kleine stenen als cabochons.

## Vergelijkbare mineralen
Een vergelijkbaar mineraal is morganiet.

### Glasimitatie van Rozenkwarts

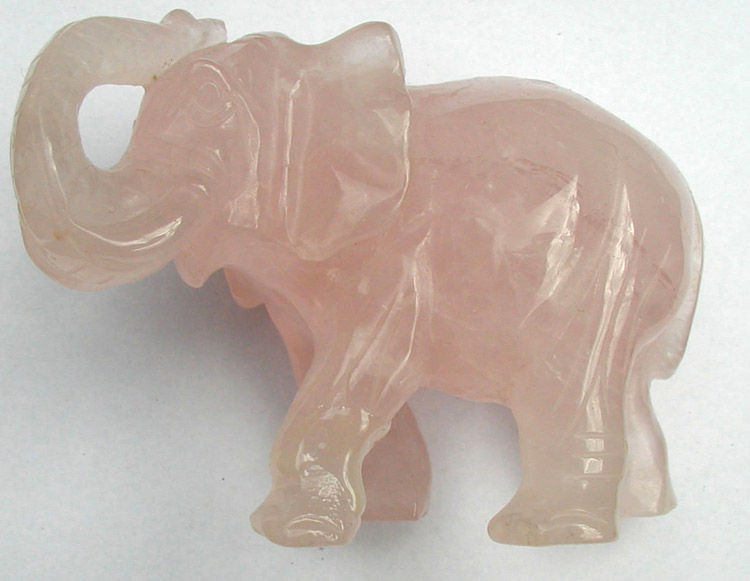
Een olifantje geslepen uit rozenkwarts

Imitatierozenkwart is veelal glas. Glas is een van de meest gebruikte en betaalbare alternatieven voor echt rozenkwarts. Het kan op verschillende manieren worden vervaardigd om het uiterlijk van rozenkwarts na te bootsen, vaak met vergelijkbare kleuren en een vergelijkbare doorschijnendheid. Imitaties worden vaak gemaakt van gekleurd glas of door middel van een proces genaamd "slumping", waarbij glas wordt gesmolten en gevormd om op een edelsteen te lijken.
Verschillen met glasimitaties zijn:
- Gewicht: Glas weegt aanzienlijk minder dan echt rozenkwarts.
- Oppervlak: Echt rozenkwarts heeft meestal een licht ruwe textuur met zichtbare insluitsels, terwijl glas vaak perfect glad is en geen interne imperfecties of zichtbare strepen vertoont.
- Hardheid: Rozenkwarts heeft een hardheid van 7 op de schaal van Mohs[2], terwijl glas doorgaans een hardheid heeft van 5,5-6. Dit betekent dat glas gemakkelijker krassen oploopt dan echt rozenkwarts.

## Vermeende gezondheidseffecten
Er wordt beweerd dat rozenkwarts en andere mineralen een positief effect op de gezondheid hebben. Hiervoor is geen enkel wetenschappelijk bewijs voorhanden. Het dragen van sieraden of het plaatsen van mineralen op een nachtkastje heeft geen heilzame werking.
Gezien het bestaan van veel webpagina's over dit onderwerp is het geloof in een heilzame werking hardnekkig.

## Determinatie
Rozenkwarts wordt gedetermineerd aan de hand van zijn hardheid, soortelijk gewicht en optische eigenschappen.

## Cultuur
Rozenkwarts werd in de oudheid in verband gebracht met de goden Amor en Eros.